# Snowmobil

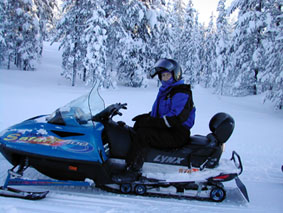
Un snowmobil și conducătorul său

Snowmobilul, numit uneori și vehicul de zăpadă sau scuter de zăpadă, este un vehicul motorizat pentru una sau două persoane, proiectat pentru deplasarea pe zăpadă sau gheață fără drumuri sau piste pregătite în prealabil.  

## Istorie

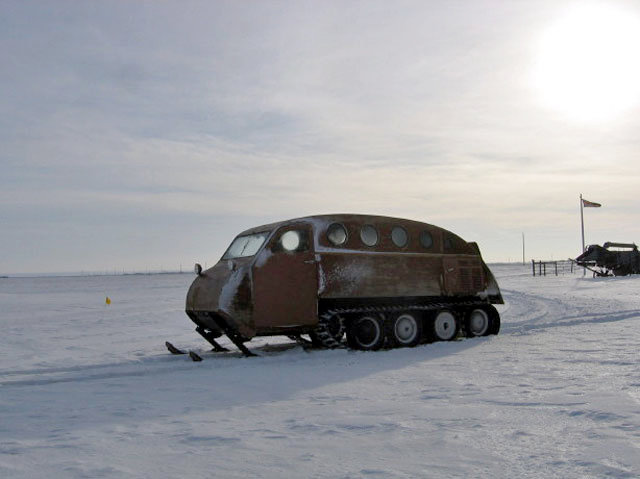
Un model timpuriu de snowmobil Bombardier

Au existat mai mulți precursori ai snowmobilului, care însă nu erau operabili în zonele cu zăpadă mai umedă precum provincia canadiană Quebec. Absența unui mijloc de transport pentru anotimpul rece în zonele rurale l-a determinat pe Joseph-Armand Bombardier, fondatorul companiei care îi poartă numele din industria aeronautică, să inventeze snowmobilul așa cum îl cunoaștem astăzi.
În 1937 el a început să producă modelul B-7, un snowmobil cu salon pentru șapte pasageri, echipat cu un sistem de tracțiune revoluționar inventat de către Bombardier — o roată dințată acoperită de cauciuc și o șenilă din cauciuc și bumbac. 
Apariția unor motoare mai compacte și mai ușoare i-a permis să creeze în 1959 primul snowmobil modern pentru una sau două persoane. Vehiculul se numea inițial „Ski-Dog", însă, datorită unei greșeli în departamentul de marketing, a devenit cunoscut și apreciat în toată lumea sub numele „Ski-Doo".  

## Construcție
Snowmobilul este ghidat de schiuri și propulsat de o șenilă. Mai înainte se foloseau doar motoarele în doi timpi răcite cu aer, mai nou sunt instalate și motoare în patru timpi răcite cu lichid. Puterea motorului poate varia de la vreo 30 kW (41 cai/putere) până la 220 kW (299 cai/putere). Snowmobilele sunt echipate de obicei cu transmisie automată și încălzirea manetei de accelerație. Aproape fiecare model dispune și de un dispozitiv (o curea care leagă conducătorul de vehicul), care oprește motorul în cazul căderii conducătorului.  

## Utilizare

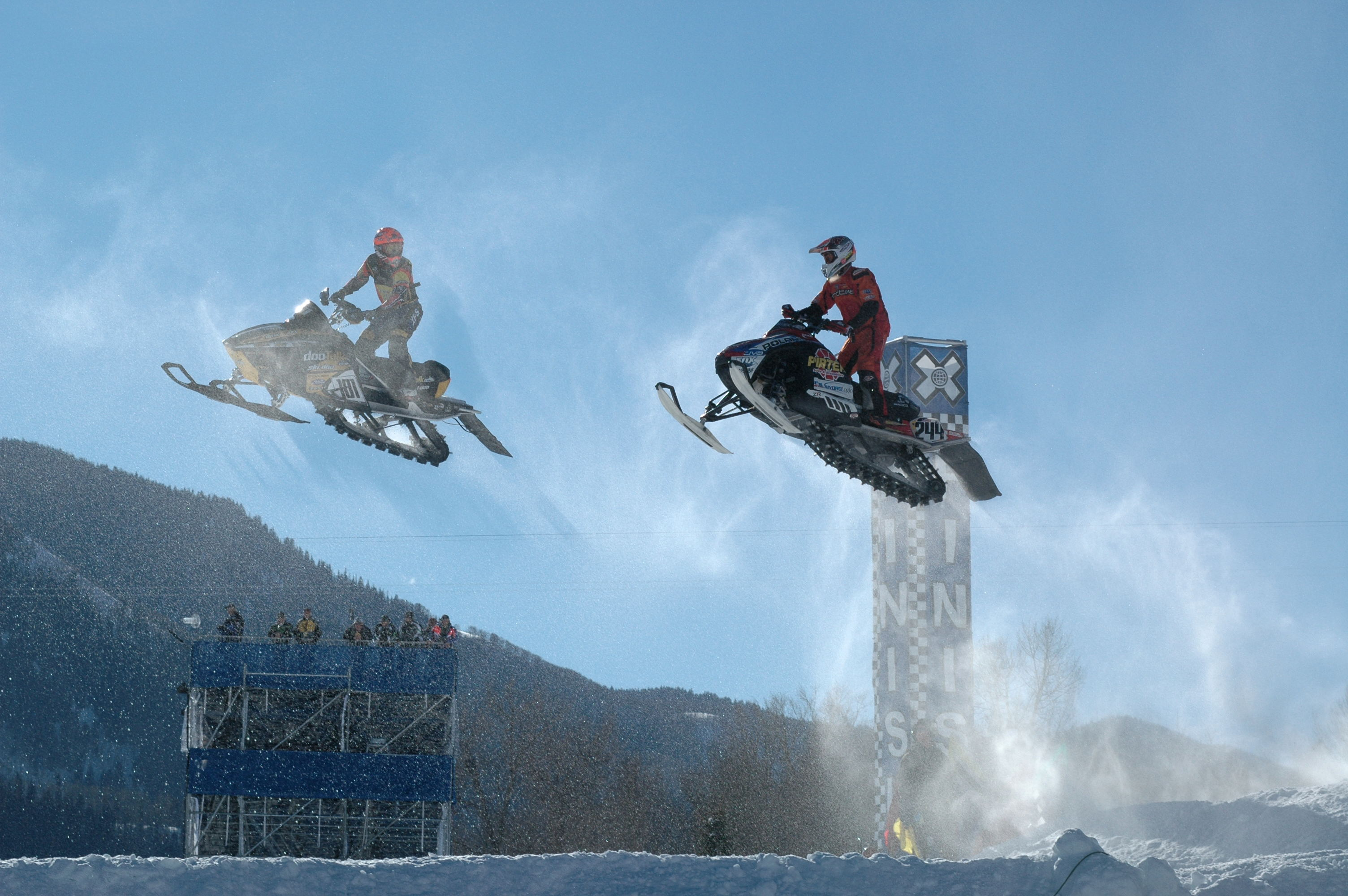
Snowmobiling

Snowmobilul a devenit un mijloc de transport important în ținuturile arctice, indispensabil pentru vânători, crescătorii de reni și cercetătorii arctici și antarctici, înlocuind săniile trase de câini sau reni. În Norvegia și Suedia pentru a conduce acest vehicul este nevoie de un permis anume, pentru finlandezi este suficient să se afle în posesia unui permis auto. În Europa de la sud de Scandinavia snowmobilul este utilizat mai ales la resorturile de schi sau de către salvamontiști. 
Cu toate acestea, conform unui sondaj realizat de Asociația Internațională a Producătorilor de Snowmobile (ISMA), doar 20 % dintre consumatori îl folosesc pentru muncă, vânătoare ș.a., restul folosindu-l în scopuri de agrement. Întrecerile cu snowmobilul se numesc snowmobiling. Cea mai faimoasă cursă este „International 500”, care se desfășoară începând cu 1969 pe o distanță de 500 de mile (800 km) în statul american Michigan.